# Les Girls
Les Girls (títol original) és una pel·lícula estatunidenca dirigida el 1957 per George Cukor, per a la Metro-Goldwyn-Mayer. Ha estat doblada al català.

## Argument
A Anglaterra, Lady Sybil Wren - esposa de Sir Gerald Wren - publica les seves memòries: abans del seu matrimoni, formava part d'un grup de «Noies» dirigida pel coreògraf Barry Nichols. Una altra antiga membre d'aquest grup, Angèle Ducros, li obre un procés de difamació. En els debats, cadascuna exposa la seva versió dels fets. Tornant enrere: Sybil i Angèle són, amb Joy Henderson, les vedettes d'un espectacle de la gira de Nichols.

## Comentari
George Cukor s'havia il·lustrat en el gènere del cinema musical el 1954, amb A Star Is Born, però en un mode dramàtic. Escull el to de la comèdia amb Les Girls, on la utilització dels colors és destacable. La pel·lícula es tanca en una tanca publicitària «on és la veritat?»: mentrestant, l'espectador és conduit d'una falsa pista a una altra, a gust dels "records" de cada protagonista.

## Repartiment
- Gene Kelly: Barry Nichols
- Mitzi Gaynor: Joy Henderson
- Kay Kendall: Lady Sybil Wren
- Taina Elg: Angèle Ducros
- Jacques Bergerac: Pierre Ducros
- Leslie Phillips: Sir Gerald Wren
- Henry Daniell: El jutge
- Patrick Macnee: Sir Percy
- Stephen Vercoe: Mr. Outward
- Philip Tonge: El jutge-adjunt
- Nestor Paiva: El pagès espanyol
- George Navarro: El servidor
- Cyril Delevanti: El "groupie"
- Lusita Triana: La ballarina de flamenc
- Maurice Marsac: Un director d'establiment francès (no surt als crèdits)

## Premis
- Oscar al millor vestuari